# Slovensko na Zimních olympijských hrách 1994
Slovensko na Zimních olympijských hrách 1994 reprezentovalo 42 sportovců. Slovensko nezískalo ani jednu medaili
- Nejmladší účastník Slovenské republiky: běžkyně na lyžích Jaroslava Bukvajová (18 let, 91 dní)
- Nejstarší účastník Slovenské republiky: lední hokejista Peter Šťastný (37 let, 147 dnů)

## Seznam všech zúčastněných sportovců
| Číslo | Jméno                | Pohlaví | Věk | Sport              |
| ----- | -------------------- | ------- | --- | ------------------ |
| 1     | Lucia Medzihradská   | Žena    | 25  | Alpské lyžování    |
| 2     | Pavel Sládek         | Muž     | 22  | Biatlon            |
| 3     | Soňa Mihoková        | Žena    | 22  | Biatlon            |
| 4     | Lukáš Krejčí         | Muž     | 24  | Biatlon            |
| 5     | Daniel Krčmář        | Muž     | 23  | Biatlon            |
| 6     | Pavel Kotraba        | Muž     | 23  | Biatlon            |
| 7     | Martina Jašicová     | Žena    | 20  | Biatlon            |
| 8     | Tatiana Kutlíková    | Žena    | 21  | Běžecké lyžování   |
| 9     | Alžbeta Havrančíková | Žena    | 30  | Běžecké lyžování   |
| 10    | Jaroslava Bukvajová  | Žena    | 18  | Běžecké lyžování   |
| 11    | Ivan Batory          | Muž     | 18  | Běžecké lyžování   |
| 12    | Ľubomíra Balážová    | Žena    | 25  | Běžecké lyžování   |
| 13    | Ján Varholík         | Muž     | 23  | Lední hokej        |
| 14    | Róbert Švehla        | Muž     | 25  | Lední hokej        |
| 15    | Peter Šťastný        | Muž     | 37  | Lední hokej        |
| 16    | Marián Smerčiak      | Muž     | 23  | Lední hokej        |
| 17    | Ľubomír Sekeráš      | Muž     | 25  | Lední hokej        |
| 18    | Miroslav Šatan       | Muž     | 19  | Lední hokej        |
| 19    | René Pucher          | Muž     | 23  | Lední hokej        |
| 20    | Dušan Pohořelec      | Muž     | 21  | Lední hokej        |
| 21    | Vlastimil Plavucha   | Muž     | 25  | Lední hokej        |
| 22    | Róbert Petrovický    | Muž     | 20  | Lední hokej        |
| 23    | Žigmund Pálffy       | Muž     | 21  | Lední hokej        |
| 24    | Miroslav Michálek    | Muž     | 28  | Lední hokej        |
| 25    | Stanislav Medřik     | Muž     | 27  | Lední hokej        |
| 26    | Miroslav Marcinko    | Muž     | 30  | Lední hokej        |
| 27    | Roman Kontšek        | Muž     | 23  | Lední hokej        |
| 28    | Ľubomír Kolník       | Muž     | 26  | Lední hokej        |
| 29    | Branislav Jánoš      | Muž     | 23  | Lední hokej        |
| 30    | Oto Haščák           | Muž     | 30  | Lední hokej        |
| 31    | Eduard Hartmann      | Muž     | 28  | Lední hokej        |
| 32    | Jaromír Dragan       | Muž     | 30  | Lední hokej        |
| 33    | Jozef Daňo           | Muž     | 25  | Lední hokej        |
| 34    | Vladimír Búřil       | Muž     | 24  | Lední hokej        |
| 35    | Jerguš Bača          | Muž     | 29  | Lední hokej        |
| 36    | Jozef Škvarek        | Muž     | 30  | Saně               |
| 37    | Mária Jasenčáková    | Žena    | 36  | Saně               |
| 38    | Michal Giacko        | Muž     | 24  | Severská kombinace |
| 39    | Martin Bayer         | Muž     | 21  | Severská kombinace |
| 40    | Jozef Bachleda       | Muž     | 20  | Severská kombinace |
| 41    | Martin Švagerko      | Muž     | 26  | Skoky na lyžích    |
| 42    | Miroslav Slušný      | Muž     | 29  | Skoky na lyžích    |